# Pisa Sporting Club 1948-1949
Questa voce raccoglie le informazioni riguardanti il Pisa Sporting Club nelle competizioni ufficiali della stagione 1948-1949.

## Rosa
| N. |                     | Ruolo | Calciatore          |
| -- | ------------------- | ----- | ------------------- |
|    | Italia (bandiera)   | P     | Giorgio Bolognesi   |
|    | Italia (bandiera)   | D     | Varo Bravetti       |
|    | Italia (bandiera)   | D     | Giuseppe Chiappella |
|    | Italia (bandiera)   | P     | Alessandro Costa    |
|    | Italia (bandiera)   | A     | Luigi Del Grosso    |
|    | Italia (bandiera)   | D     | Luciano Filippelli  |
|    | Ungheria (bandiera) | A     | János Füzér         |
|    | Italia (bandiera)   | C     | Giorgio Giorgioni   |
|    | Italia (bandiera)   | C     | Davide Goldoni      |
|    | Italia (bandiera)   | A     | Enzo Loni           |

| N. |                   | Ruolo | Calciatore        |
| -- | ----------------- | ----- | ----------------- |
|    | Italia (bandiera) | D     | Alfio Michelucci  |
|    | Italia (bandiera) | D     | Luciano Nicolini  |
|    | Italia (bandiera) | C     | Mario Rapozzi     |
|    | Italia (bandiera) | C     | Piero Romanelli   |
|    | Italia (bandiera) | C     | Mauro Taccola     |
|    | Italia (bandiera) | A     | Elio Torriani     |
|    | Italia (bandiera) | A     | Piero Trapanelli  |
|    | Italia (bandiera) | A     | Sergio Vergazzola |
|    | Italia (bandiera) | P     | Ettore Zini       |

## Risultati

### Campionato

#### Girone di andata
| 19 settembre 1948 1ª giornata | Pisa | 2 – 0 | Brescia |  |

| 26 settembre 1948 2ª giornata | Verona | 1 – 0 | Pisa |  |

| 3 ottobre 1948 3ª giornata | Pisa | 1 – 2 | Vicenza |  |

| 10 ottobre 1948 4ª giornata | Siracusa | 1 – 0 | Pisa |  |

| 17 ottobre 1948 5ª giornata | Arsenaltaranto | 1 – 1 | Pisa |  |

| 24 ottobre 1948 6ª giornata | Pisa | 4 – 1 | Legnano |  |

| 31 ottobre 1948 7ª giornata | Alessandria | 0 – 2 | Pisa |  |

| 4 novembre 1948 8ª giornata | Pisa | 3 – 2 | Pro Sesto |  |

| 7 novembre 1948 9ª giornata | Pisa | 0 – 1 | Seregno |  |

| 14 novembre 1948 10ª giornata | Parma | 1 – 0 | Pisa |  |

| 21 novembre 1948 11ª giornata | Pisa | 0 – 0 | Napoli |  |

| 27 ottobre 1946 12ª giornata | Como | 1 – 1 | Pisa |  |

| 5 dicembre 1948 13ª giornata | Pisa | 1 – 2 | Cremonese |  |

| 30 dicembre 1948 14ª giornata | Pisa | 1 – 0 | Lecce |  |

| 12 dicembre 1948 15ª giornata | Pescara | 0 – 1 | Pisa |  |

| 19 dicembre 1948 16ª giornata | Pisa | 3 – 1 | Salernitana |  |

| 26 dicembre 1948 17ª giornata | SPAL | 0 – 1 | Pisa |  |

| 2 gennaio 1949 18ª giornata | Pisa | 5 – 0 | Spezia |  |

| 6 gennaio 1949 19ª giornata | Empoli | 1 – 1 | Pisa |  |

| 9 gennaio 1949 20ª giornata | Venezia | 2 – 1 | Pisa |  |

| 16 gennaio 1949 21ª giornata | Pisa | 2 – 1 | Reggiana |  |

#### Girone di ritorno
| 23 gennaio 1949 22ª giornata | Brescia | 1 – 0 | Pisa |  |

| 30 gennaio 1949 23ª giornata | Pisa | 2 – 2 | Verona |  |

| 6 febbraio 1949 24ª giornata | Vicenza | 2 – 2 | Pisa |  |

| 13 febbraio 1949 25ª giornata | Pisa | 6 – 2 | Siracusa |  |

| 20 febbraio 1949 26ª giornata | Pisa | 1 – 0 | Arsenaltaranto |  |

| 6 marzo 1949 27ª giornata | Legnano | 4 – 0 | Pisa |  |

| 13 marzo 1949 28ª giornata | Pisa | 1 – 2 | Alessandria |  |

| 20 marzo 1949 29ª giornata | Pro Sesto | 1 – 0 | Pisa |  |

| 3 aprile 1949 30ª giornata | Seregno | 1 – 1 | Pisa |  |

| 10 aprile 1949 31ª giornata | Pisa | 4 – 1 | Parma |  |

| 17 aprile 1949 32ª giornata | Napoli | 3 – 0 | Pisa |  |

| 24 aprile 1949 33ª giornata | Pisa | 3 – 3 | Como |  |

| 1º maggio 1949 34ª giornata | Cremonese | 1 – 0 | Pisa |  |

| 8 maggio 1949 35ª giornata | Lecce | 6 – 0 | Pisa |  |

| 15 maggio 1949 36ª giornata | Pisa | 3 – 1 | Pescara |  |

| 29 maggio 1949 37ª giornata | Salernitana | 1 – 1 | Pisa |  |

| 5 giugno 1949 38ª giornata | Pisa | 6 – 0 | SPAL |  |

| 12 giugno 1949 39ª giornata | Spezia | 2 – 0 | Pisa |  |

| 19 giugno 1949 40ª giornata | Pisa | 2 – 0 | Empoli |  |

| 26 giugno 1949 41ª giornata | Pisa | 1 – 0 | Venezia |  |

| 3 luglio 1949 42ª giornata | Reggiana | 3 – 0 | Pisa |  |